# Luc Meersman
Luc Meersman (Tielt, 3 de març de 1960) va ser un ciclista belga que fou professional entre 1983 i 1986. Actualment és un dels directors esportius de l'equip Trek-Segafredo.
És fill de Maurice Meersman i alhora pare de Gianni Meersman, ambdós també ciclistes professionals

## Palmarès
- 1983
  - 1r a la Fletxa flamenca
  - 1r al Gran Premi Marcel Kint